# Productos Mendoza
Productos Mendoza, S.A. de C.V. es un fabricante mexicano de armas de aire comprimido y armas de fuego convencionales, con su sede en el municipio de Xochimilco en la Ciudad de México. Fue fundada en el año 1911 por Rafael Mendoza Blanco. Inicialmente, Productos Mendoza fabricaba armas de fuego a las tropas al mando del general Francisco Villa durante la Revolución Mexicana. 
En la actualidad, fabrica el subfusil Mendoza HM-3 calibre 9 mm, que es utilizado por la policía y las fuerzas de seguridad dentro de México, así como el Puma, un rifle semiautomático con cargador para balas calibre .22 long rifle, en el año 1934 fabricó la ametralladora Mendoza C-1934 que sirvió para la armada y el ejército.
A partir del año 1970, Productos Mendoza comenzó la producción de rifles de aire comprimido y armas munisalvas, esto debido a la Ley Federal de Armas de Fuego y Explosivos que afectó en gran medida a la industria de armas de fuego en México.

## Productos

### Armas de fuego
- Mendoza HM-7 / Pistola de cañón Largo - L y C 9 mm - Cobra y Bulldog .380
- Nueva Pistola Mendoza AZ23 9 mm / MK23 .380
- Mendoza HM-3
- Mendoza C-1934
- Mendoza RM2
- Mendoza PK-62
- Mendoza Puma
- Mendoza Lince
- Mendoza Jaguar
- Mendoza Venado
- Mendoza coyote

### Armas de salva con munición
- PK-62-3 Derringer
- PK-62-L
- PK-62-C
- PK-62-10 Bunt Line
- M-990
- M-991 Cobra

### Armas de aire
- F-5 Cowboy
- RM-650
- RM-10
- RM-100
- RM-1000
- Black Hawk
- RM-1600
- RM-200
- RM-2000
- RM-2003
- RM-2800
- RM-600
- RM-800
- RM-450-L
- RM-450-C
- RM-3000 Golden Scorpion
- F-6 Spider
- F-7 Spider X
- F-8 Bronco
- F-9 lince
- F-10 Wolf
- F-11 Jaguar
- F-14 Black Bird
- F-14 Fire Fox
- F-15 Tornado
- F-16 Panther
- F-18 Terminator
- F-22 Raptor
- F-23 Black Scorpion
- Xtreme
- Squad 10
- Squad 100
- Comander 10
- Comander 100
- Safari 10
- Safari 100